# Pneumatologie
Pneumatologia se referă la o anumită disciplină din teologia creștină care se concentrează pe studiul Spiritului/Duhului Sfânt. Termenul este derivat din cuvântul grecesc Pneuma (πνεῦμα), care desemnează „respirație” sau „spirit” și descrie o ființă sau o influență nematerială. Termenul românesc pneumatologie provine din două cuvinte grecești: πνεῦμα ( pneuma, spirit) și λόγος (logos, învățătură despre). Pneumatologia include studiul persoanei Sfântului Spirit și lucrările Sfântul Spirit. Această ultimă categorie include și învățăturile creștine despre nașterea nouă, darurile spirituale (carisma), botezul spiritual, sfințirea, inspirația profeților și perihoreza Sfintei Treimi (care în sine acoperă multe aspecte diferite). Diferitele confesiuni creștine au abordări teologice diferite pe diverse probleme pneumatologice.

## Istoric

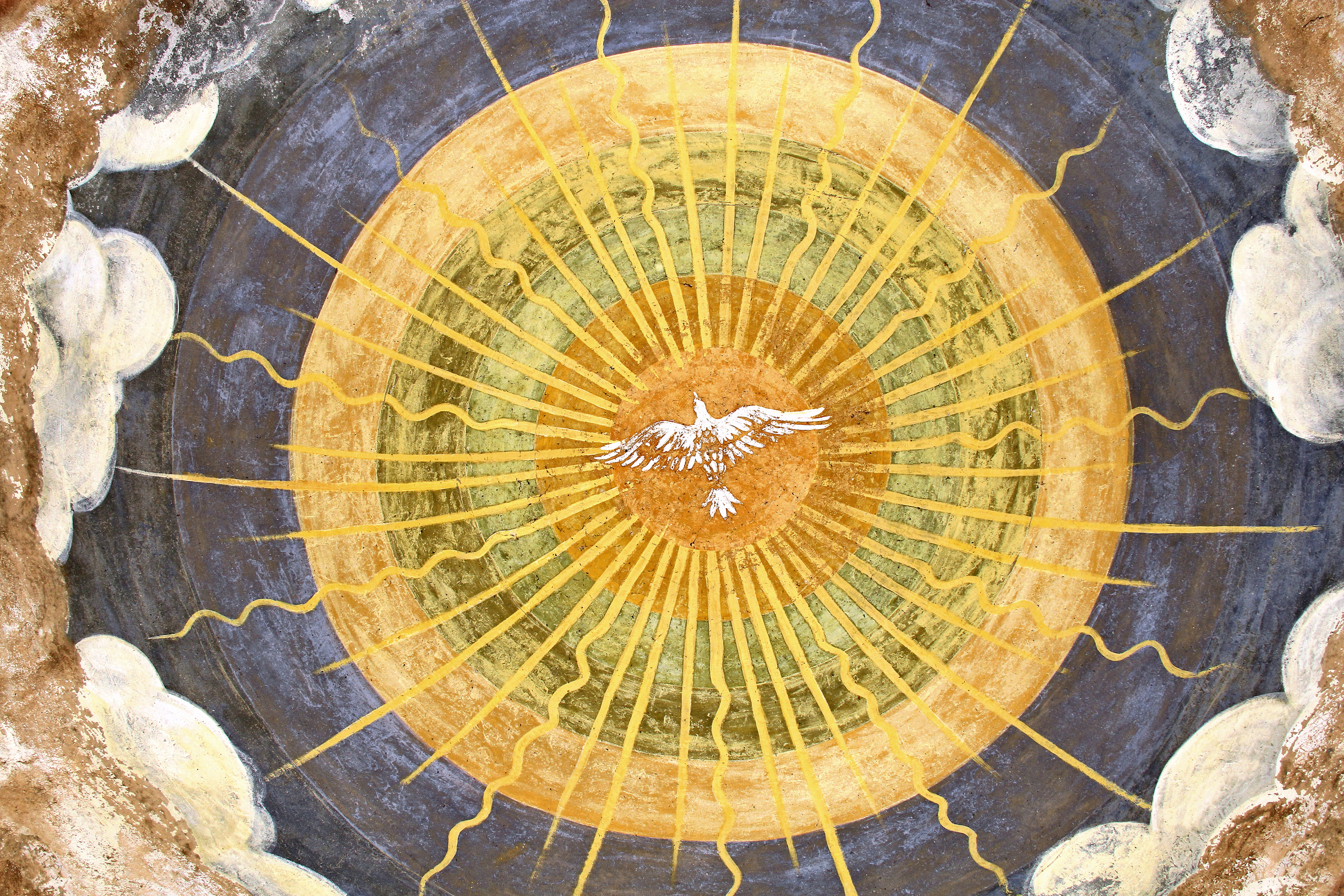
Reprezentarea simbolică a Spiritului Sfânt ca porumbel, de la Mănăstirea medievală din Žiča

Istoria teologiei creștine este împărțită în mod tradițional în patru etape principale, reprezentând și principalele perioade în dezvoltarea istorică a pneumatologiei creștine:
1. Perioada patristică: Biserica timpurie a fost angajată într-o dezbatere asupra divinității lui Isus prin Arie, care afirma că Fiul este „creatură” sau „înger” și Atanasie de Alexandria, care afrimă că Fiul posedă atribute divine (cum ar fi imuabilitatea, transcendența, capacitatea de a sfinți, lipsa absolută de păcat). Deși dezbaterea nu a fost de natură pneumatologică, a dus la o dezbatere foarte similară între așa-zișii penumatici și Părinții Capadocieni.
2. Perioada medievală: În această perioadă a rezultat o dezbatere cu privire la relația dintre Cristos și Spiritul Sfânt. Biserica răsăriteană a afirmat că Spiritul Sfânt „purcede” doar de la Tatăl, în timp ce sfântul Augustin de Hipona și Biserica Catolică occidentală au adăugat clauza „filioque” la Crez (Spiritul purcede de la Tatăl „și de la Fiul”).
3. Reforma și contrareformarea: Aici a fost reexaminată relația dintre Spirit și Scripturi. Martin Luther și John Calvin considerau că Spiritul are o anumită „autoritate interpretativă” pentru „a ilumina” Scriptura, în timp ce teologii contrareformării răspund că Spiritul a autorizat Biserica să slujească ca autoritate interpretativă a Scripturii.
4. Era contemporană: Biserica contemporană înțelege o relație distinctivă între Spiritul și comunitatea Bisericii. Diverși teologi contemporani acordă Spiritului autoritatea guvernării Bisericii, pentru a elibera comunitățile oprimate și pentru a crea experiențe asociate cu credința. Pneumatologia contemporană este adesea marcată de Mișcarea Penticostală.

## Credința în Spiritul Sfânt
Biserica Catolică afirmă următoarele principii referitor la credința în Sfântul Spirit:
„Nimeni nu poate să zică: «Isus este Domnul» decât în Spiritul Sfânt” (1 Cor 12, 3). „Dumnezeu l-a trimis în inimile noastre pe Spiritul Fiului său, care strigă: Abba, Tată!” (Gal 4, 6). Această cunoaștere de credință nu este posibilă decât în Sfântul Spirit. Ca să fii în legătură cu Cristos, trebuie ca mai întâi să te fi atins Sfântul Spirit. El este acela care ne vine în întâmpinare și trezește în noi credința. Prin Botezul nostru, primul sacrament al credinței, Viața, care își are izvorul în Tatăl și ne este dăruită în Fiul, ne este comunicată intim și personal de Sfântul Spirit în Biserică.
Sfântul Irineu de Lyon afirmă: „Botezul ne oferă harul unei noi nașteri în Dumnezeu Tatăl prin Fiul său în Spiritul Sfânt. Căci cei care poartă Spiritul lui Dumnezeu sunt călăuziți la Cuvânt, adică la Fiul; dar Fiul îi înfățișează Tatălui, și Tatăl le dă incoruptibilitatea. Deci, fără Sfântul Spirit, nu poți să-l vezi pe Fiul lui Dumnezeu și, fără Fiul, nimeni nu se poate apropia de Tatăl, căci cunoașterea Tatălui este Fiul și cunoașterea Fiului lui Dumnezeu se face prin Sfântul Spirit.”
Spiritul Sfânt, prin harul său, este cel dintâi în deșteptarea credinței noastre și în noua viață, care este a-i cunoaște pe Tatăl și pe Isus Cristos, pe care l-a trimis. Cu toate acestea, El este ultima Persoană a Sfintei Treimi care s-a revelat. Sfântul Grigore de Nazianz, explică această progresie prin pedagogia „condescendenței” divine: „Vechiul Testament îl proclama limpede pe Tatăl, mai nedeslușit pe Fiul. Cel Nou l-a arătat pe Fiul, a făcut să se întrezărească dumnezeirea Spiritului. Acum, Spiritul are drept de cetățenie printre noi și ne dă o viziune mai clară despre sine. Într-adevăr, nu era prudentă proclamarea pe față a Fiului, pe când nu se mărturisea încă dumnezeirea Tatălui, nici adăugarea Spiritul Sfânt ca o povară în plus, ca să folosesc o expresie cam îndrăzneață, pe când nu era încă recunoscută dumnezeirea Fiului… Numai prin înaintări și progresări „din slavă în slavă”, lumina Treimii va lumina în cea mai limpede strălucire”
A crede în Spiritul Sfânt înseamnă deci a mărturisi că Spiritul Sfânt este una dintre Persoanele Sfintei Treimi, consubstanțială Tatălui și Fiului, „care împreună cu Tatăl și cu Fiul este adorat și preamărit» (Simbolul niceno-constantinopolitan). Din acest motiv, s-a pus problema misterului dumnezeiesc al Spiritului Sfânt în „teologia” trinitară. Nu este deci vorba despre Spiritul Sfânt decât în „economia” divină.
Sfântul Spirit lucrează împreună cu Tatăl și cu Fiul de la început până la împlinirea planului mântuirii noastre. Dar El a fost revelat și dat, a fost recunoscut și primit ca Persoană numai „în vremea din urmă”, inaugurată cu Întruparea răscumpărătoare a Fiului. Prin urmare, acest plan dumnezeiesc, împlinit în Cristos, „Întâiul-născut” și Capul noii creații, se va putea înfăptui în omenire prin revărsarea Spiritului: Biserica, împărtășirea sfinților, iertarea păcatelor, învierea morților, viața veșnică.